# دالي كينان
دالي كينان (بالإنجليزية: Dale Keenan)‏ (27 يونيو 1994 بغلاسكو في المملكة المتحدة - ) هو لاعب كرة قدم بريطاني في مركز الوسط. لعب مع نادي بارتيك ثيسل ونادي إيست فيف ونادي سترنرير ‏ وTroon F.C. ‏ ونادي آير يونايتد.

## وصلات خارجية
- دالي كينان على موقع قاعدة بيانات كرة القدم.إي يو (الإنجليزية)
- دالي كينان على موقع Soccerbase.com (لاعب) (الإنجليزية)